# Down in Mexico
Down in Mexico è un brano musicale dei The Coasters, scritto da Jerry Leiber e Mike Stoller e pubblicato nel 1956 nel loro singolo di debutto Down In Mexico/Turtle Dovin'. Nello stesso anno della sua uscita raggiunse l’ottava posizione nella R&B chart. La canzone è presente nella colonna sonora dei film Una notte da leoni 3 e Grindhouse - A prova di morte, in cui è stata utilizzata una registrazione del 1973.